# Колони заступництва
Коло́ни засту́пництва (фр. Piliers de Tutelle) — руїни античної будівлі кінця II — початку III століття, що зберігалися в місті Бордо (Франція) з часів галло-римської епохи. Знесено в лютому 1677 року під час модернізації та розширення фортеці Тромпетт. Містилися приблизно там, де нині розташовані північна частина площі Комедії та головний портал Великого театру Бордо, навпроти вулиці Мотрек (rue Mautrec).

## Опис
Пам'ятка являла собою прямокутний периметр довжиною 30 і шириною 20 (22?) м, що складається з 24 коринфських колон: 8 у довжину і 6 у ширину. Колони стояли на подвійному стилобаті на відстані 2,1 метра одна від одної (ритм пікностилю) і мали висоту 12 м та діаметр 1,35 м. Стовбури колон були складені з кам'яних, прикрашених каннелюрами, барабанів завдовжки приблизно 60 см. Капітелі підтримували архітрав, на який, у свою чергу, спирався ярус аркад, опори яких декоровано каріатидами. Скульптури містилися як зовні, так і всередині периметру — всього їх було 44 (24 зовні та 20 усередині), висотою 3 метри кожна. Над головами каріатид антаблемент прикрашали рельєфні вази.
Загальна висота споруди становила 26 м. З боку міста на стилобат заввишки 3,3 м вели сходи з 21 сходинки; з боку річки через особливості рельєфу перепад висоти був більшим. Під стилобатом містилася довга склепінчаста зала, яка за часів гуманіста Елі Віне (1509—1587), який назвав у своїх роботах будівлю «Храмом заступництва», ще зберігала античне оздоблення.
Виходячи з габаритів споруди, стіни та дах очевидно були відсутні. Довгий час споруду вважали храмом, присвяченим головній покровительці міста, — звідси й назва. Водночас видима відсутність стін і даху нагадувала скоріше про призначення як форум римського міста Бурдігали.

## Історія

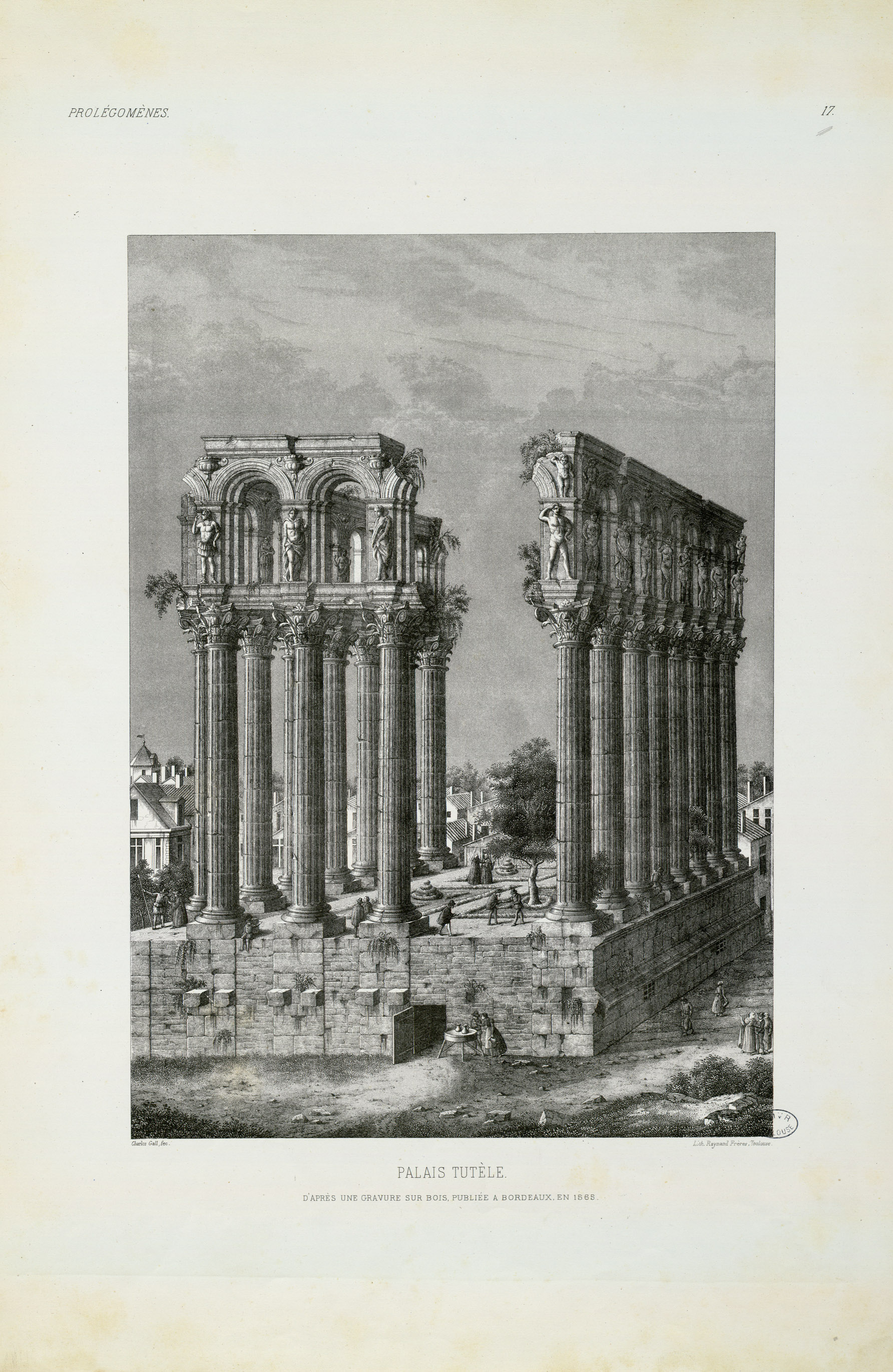
, гравюра початку XIX століття із зображення 1565 року

Колонаду споруджено наприкінці II — на початку III століття, у період правління династії Северів — час фінансового процвітання імперії, яким скористалося і галло-римське поселення Бурдігала. Будівля містилася в найвищій точці міста, з краєвидом річки Гаронни та її порту. Пізніше (до 286 року) на південь від неї був зведено каструм.
У середині IX століття арабський географ Аль-Гім'ярі (Al Himyari) залишив опис цієї пам'ятки: «На північ від Бордо розташована будівля, яку можна побачити здалеку і яка встановлена на високих і товстих колонах: це був палац Тита».

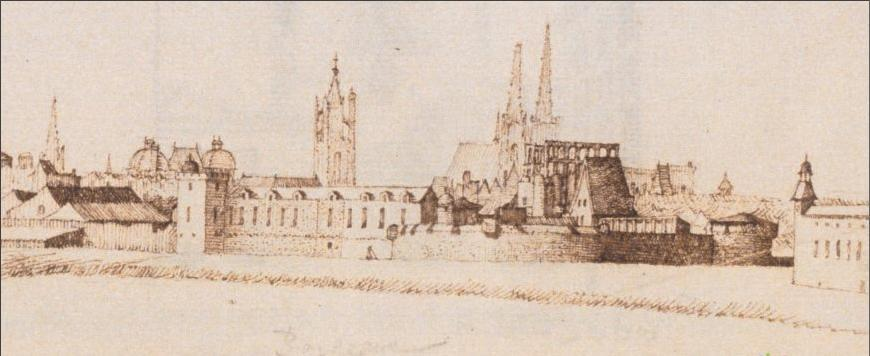
Герман ван дер Гем. Панорама Бордо, прибл. 1640 р. Зліва направо: та вежі, під ними — Колони заступництва

Архітектор Клод Перро (1613—1688) під час своєї поїздки до Бордо 1669 року змалював сімнадцять уцілілих колон цієї пам'ятки, вказавши, що це не був храм чи базиліка, оскільки там не вдалося виявити жодної ознаки християнства.
Гравюру, яку виконав П'єр Лепотр за малюнком і планом Перро, опубліковано 1684 року в 2-му виданні його перекладу «Десять книг про архітектуру» Вітрувія (Claude Perrault, Les dix livres d'architecture de Vitruve, 2ème édition, 1684) — на той час цих величних руїн у Бордо вже не існувало.
1659 року король Людовик XIV вирішив перетворити середньовічний замок Тромпетт на потужну сучасну цитадель. Кольбер доручив проєкт інженеру де Клервілю, будівельні роботи, що проходили в 1664—1675 роках, вів архітектор Ніколя Паєн. Руїни були вже в поганому стані, коли в лютому 1677 їх знесли, оскільки колони, мабуть, заважали б огляду при гарматній стрільбі. Фрагменти закопано в схилах фортеці Тромпетт.
1787 року, незадовго до революції, король продав фортецю. У 1816—1818 роках, після переведення в міську власність, її знесено заради облаштування в центрі міста площі Кенконс. 1823 року в порту знайшли фрагменти, які вважають деталями зруйнованої пам'ятки.